# Anéfif
Anéfif is een gemeente (commune) in de regio Kidal in Mali. De gemeente telt 5100 inwoners (2009).